# Jüdischer Friedhof (Batelov)
Koordinaten: 49° 18′ 43,6″ N, 15° 23′ 12″ O

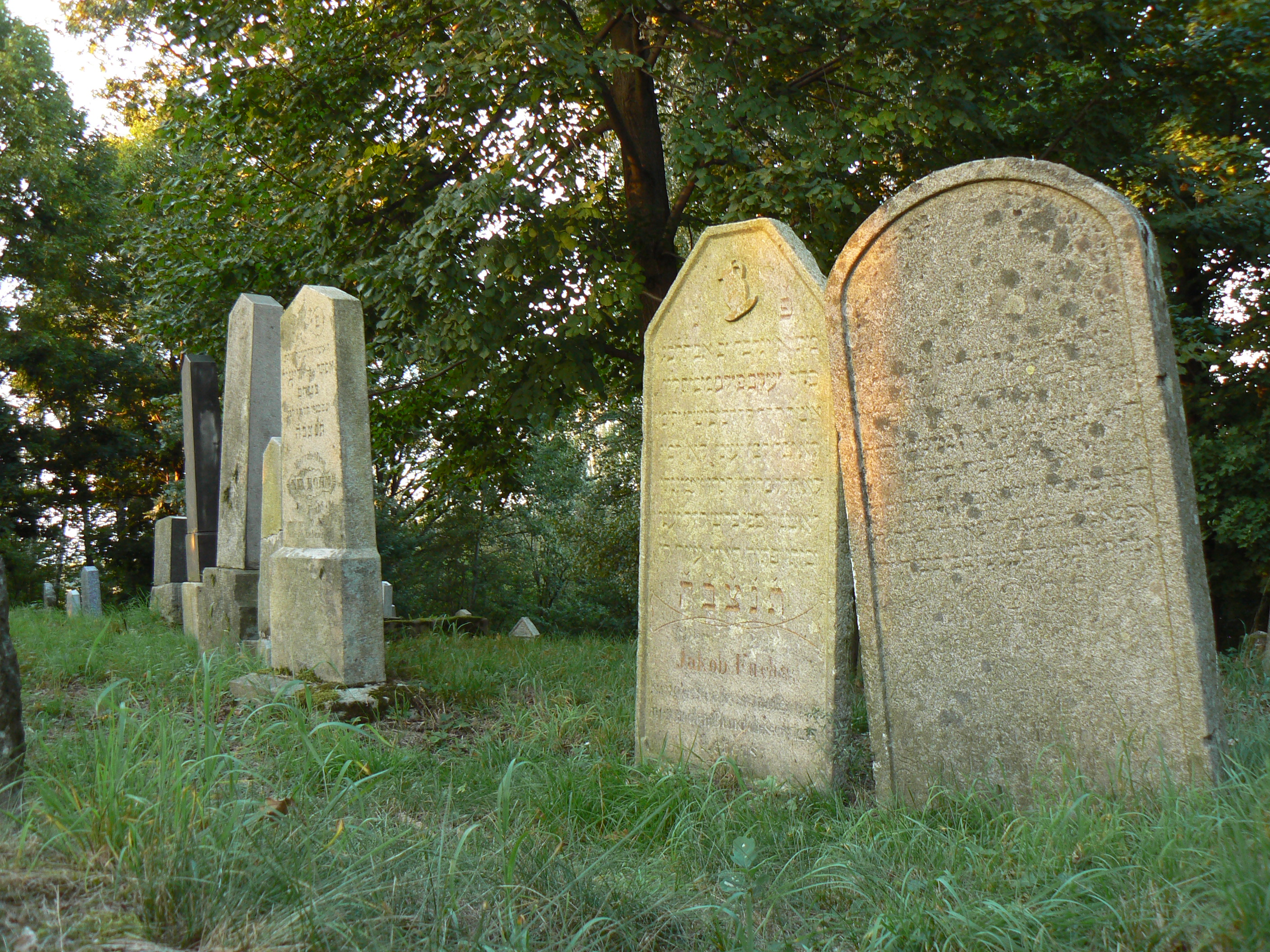
Jüdischer Friedhof in Batelov

Der Jüdische Friedhof in Batelov (deutsch Battelau), einer mährischen Minderstadt im Okres Jihlava der Region Vysočina in Tschechien, wurde im 16. Jahrhundert errichtet. Der jüdische Friedhof auf einem Hügel außerhalb der Stadt ist ein geschütztes Kulturdenkmal.

## Geschichte
In Battelau werden bereits im 15. Jahrhundert Juden erwähnt. Mitte des 19. Jahrhunderts hatte die jüdische Gemeinde in Battelau fast 200 Mitglieder. Die letzten jüdischen Einwohner wurden im Mai 1942 von den deutschen Besatzern in das Ghetto Theresienstadt verschleppt. 
Der jüdische Friedhof wurde im 16. Jahrhundert angelegt. Auf dem 2090 m² großen Friedhof stehen viele barocke und klassizistische Grabsteine (Mazevot), der älteste stammt aus dem Jahr 1715.